# Álvaro Manrique de Zúñiga
Álvaro Manrique de Zúñiga, primo marchese di Villamanrique (29 maggio 1532 – Spagna, 3 marzo 1604), è stato un nobile spagnolo, ed il diciassettesimo viceré della Nuova Spagna.
Governò tra il 17 ottobre 1585 ed il 26 gennaio 1590.

## Biografia

### Gioventù e nomina a viceré
Nato in Spagna nel decennio del 1540, Manrique de Zúñiga era figlio del quarto duca di Béjar, Francisco de Zúñiga y Sotomayor. Servì la corona spagnola con abbastanza efficienza e lealtà da meritarsi nel 1575 il titolo di "primo marchese di Villamanrique", datogli direttamente da re Filippo II di Spagna.
Il 26 febbraio 1585 Filippo lo nominò viceré della Nuova Spagna, succedendo a Pedro Moya de Contreras. A quel tempo Manrique de Zúñiga aveva vissuto molti anni a Siviglia, dove fece esperienza indiretta nei rapporti con le Indie. Nel suo caso il re fece la scelta personalmente, piuttosto che basandosi sul parere del Consiglio delle Indie, come era solito fare. Rimase in Spagna per qualche mese prima di spostarsi nel Nuovo Mondo. Arrivò a San Juan de Ulúa (Veracruz) il 7 settembre 1585, insieme alla moglie. Poco dopo fece l'ingresso ufficiale a Città del Messico per prendere possesso dell'ufficio.

### Amministrazione
Manrique de Zúñiga iniziò il suo servizio completando i regolamenti introdotti dal precedente viceré, stilando regole per la vendita del vino nella colonia, ed il posizionamento delle taverne.
Nel 1586 il conflitto tra il clero appartenente ad ordini religiosi ed il clero secolare riesplose coinvolgendo questioni di prerogative e giurisdizioni. Questa era una continuazione del conflitto esploso durante il vicariato di Martín Enríquez de Almansa. I frati (regolari) avevano il supporto del popolo, ma i secolari erano appoggiati da viceré e nobili. I chierici degli ordini dei domenicani, agostiniani e francescani si opponevano al viceré.
Gli attacchi dei pirati continuavano. Il 18 ottobre 1586, Sir Francis Drake prese possesso del galeone di Manila Santa Ana. Il 6 agosto 1587 il porto di Huatulco (Oaxaca) cadde in mano al corsaro inglese Thomas Cavendish, che il 3 settembre 1587 saccheggiò il porto di Navidad (Cihuatlán, Jalisco). Cavendish catturò anche il galeone di Manila Santa Ana al largo della Bassa California il 15 novembre 1587. Ognuno dei galeoni era stato caricato con i tesori provenienti dalle Filippine, che facevano tappa ad Acapulco prima di ripartire per la Spagna.
La risposta di Manrique de Zúñiga comportò anche la costituzione di una milizia di volontari che avrebbero dovuto difendere i porti del Pacifico contrastando i pirati.

### La caduta
Nel 1588 il viceré venne coinvolto in una disputa giurisdizionale con l'Udienza di Guadalajara. Questa neonata Udienza avrebbe lavorato in modo indipendente rispetto a quella di Città del Messico, e quindi fuori dal controllo del viceré. I tentativi di Manrique di imporre la propria autorità era giudicata arbitraria, e veniva contrastata con ostilità. Si palò della sua tirannia, cupidigia, nepotismo, censura della posta indirizzata verso la Spagna, ed altri abusi, e venne coinvolto anche il Consiglio delle Indie. Buona parte delle accuse era falsa o esagerata, ma la colonia sembrava essere sull'orlo di una guerra civile.
Il vescovo di Puebla, Diego Romano y Gobea, venne nominato visitador (ispettore reale) con il compito di gestire la crisi. Romanos era un nemico di Manrique, a causa dell'opposta posizione nel precedente conflitto tra clero regolare e secolare. Si oppose fortemente al viceré, sequestrandone le proprietà. Questo esproprio venne in seguito annullato dal Consiglio delle Indie, ma la sentenza venne ignorata in Nuova Spagna, e il viceré venne costretto alla povertà.
Manrique rimase il viceré in carica fino al gennaio 1590, quando il suo successore, Luis de Velasco, arrivò a Città del Messico per rilevarlo. Manrique rientrò in Spagna, venendo condannato nel 1592 all'interdizione dai pubblici uffici e al bando dalla Corte. Nel 1596 venne riconosciuto colpevole di 60 dei 341 capi d'imputazione ascrittigli. Solamente nel 1598 riuscì ad ottenere una parziale assoluzione, recuperando parte dei suoi beni e venendo riammesso all'esercizio dei pubblici uffici. Morì a Madrid nel 1604.

### Matrimonio e discendenza
Álvaro Manrique de Zúñiga sposò nel 1562 Blanca Enríquez de Velasco, figlia di Diego López de Zúñiga y Velasco, IV conte di Nieva e viceré del Perú (1561-1564) e di María Enríquez de Almansa (sorella di Martín Enríquez de Almansa, viceré della Nuova Spagna (1568-1580) e in seguito del Perú (1581-1583)). Tra i figli della coppia troviamo Pedro de Zúñiga y Velasco (1580-1622), missionario agostiniano e martire della Chiesa cattolica in Giappone.